# Hodavada, Madikeri
Hodavada là một làng thuộc tehsil Madikeri, huyện Kodagu, bang Karnataka, Ấn Độ.